# Eremodraba
Eremodraba es un género de plantas fanerógamas perteneciente a la familia Brassicaceae.  Comprende 3 especies descritas y de estas, solo 2 aceptadas.

## Descripción
Son hierbas anuales poco carnosas, tricomas y glándulas multicelulares ausentes.  Tallos erectos a ascendentes, muy ramificados apical. Hojas basales pecioladas, no rosuladas, simples. Las caulinarias  sésiles, auriculadas a sagitadas-amplexicaules en la base, la totalidad o rara vez dentado para pinnatífidas en las partes distales. Las inflorescencias en racimos de varios flores, densos, ebracteados, corimbosas, alargados considerablemente en la fruta; raquis recta o muy flexible; fructificación con pedicelos delgados. Los sépalos oblongos, libres, de hojas caducas o raramente persistentes, erectos a difundidos, glabras. Pétalos de color amarillo, erguido en la base. Fruto dehiscente, en forma de silicuas capsulares, oblongas a lanceoladas. Semillas uniseriadas, sin alas, oblongas, regordetas; semillas con capa lisa, no mucilaginosa con la humedad.
Dos especies: N Chile, S Perú.

## Taxonomía
El género fue descrito por Otto Eugen Schulz  y publicado en Das Pflanzenreich IV. 105(Heft 86): 362. 1924. La especie tipo es: Eremodraba intricatissima  (Phil.) O.E.Schulz
Etimología
Eremodraba: nombre genérico que deriva de la palabra del griego antiguo eremo = desierto o de áreas deshabitadas, y ''draba, género de Brassicaceae, en referencia a su parecido con las plantas del desierto Draba.

## Especies
A continuación se brinda un listado de las especies del género Eremodraba aceptadas hasta mayo de 2014, ordenadas alfabéticamente. Para cada una se indica el nombre binomial seguido del autor, abreviado según las convenciones y usos. 
- Eremodraba intricatissima  (Phil.) O.E.Schulz
- Eremodraba schulzii Al-Shehbaz